# À l’est de moi
À l’est de moi (conocida en Europa como East of Me) es una película de drama de 2008, dirigida por Bojena Horackova, que a su vez la escribió junto a Vincent Dieutre, en la fotografía estuvo Caroline Champetier y los protagonistas son Patricia Chraskova, Louis-Do de Lencquesaing y Olga Kurylenko, entre otros. El filme fue realizado por Les Films du Poisson, Couleur Films y Centre national du cinéma et de l’image animée (CNC), se estrenó el 23 de noviembre de 2008.

## Sinopsis
Una joven se dirige a Moscú, una vez allí conversa con las personas que va conociendo sobre el pasado reciente de la zona.